# إيفان بيريزيتش (كرة يد)
إيفان بيريزيتش مواليد 14 أبريل 1990 في ستنيي، الجبل الأسود، هو لاعب كرة يد مونتينيغري يلعب كظهير أيمن. يلعب حاليا مع نادي سغليد لكرة اليد ويحمل الرقم 33. مثل منتخب الجبل الأسود لكرة اليد.

## سجل المنافسة
شارك في البطولات التالية:
- بطولة أوروبا لكرة اليد للرجال 2014